# Pacifiphantes
Pacifiphantes là một chi nhện trong họ Linyphiidae.